# Punta Chausenque
La Punta Chausenque és una muntanya de 3.204 m d'altitud, amb una prominència de 50 m, que es troba al massís del Vinyamala, al departament dels Alts Pirineus (França).
La primera ascensió la van realitzar Vincent de Chausenque i un guia de Cauterets el 30 de juny de 1822.